# Ruy Gómez de Silva
Ruy Gómez de Silva, furste av Éboli, född 27 oktober 1516, död 29 juli 1573, var en spansk statsman.
Gómez de Silva var Filip II:s gunstling och don Carlos uppfostrare, och blev själen i hovpartiets motstånd mot hertigen av Alba och hans militärpolitik. Fursten av Éboli gifte sig 1552 med Ana de Mendoza y la Cerda, dotter till vicekungen av Peru Diego Hurtado Mendoza. 